# Pavel Schmidt
Pavel Leo Edmund Schmidt (Bratislava, 9 febbraio 1930 – Evilard, 14 agosto 2001) è stato un canottiere cecoslovacco naturalizzato slovacco.

## Palmarès

### Olimpiadi
- 1 medaglia:
  - 1 oro (Roma 1960 nel due di coppia)

### Europei
- 2 medaglie:
  - 1 argento (Macon 1959 nel due di coppia)
  - 1 bronzo (Praga 1961 nel due di coppia)